# Fadi El Khatib
Fadi El Khatib (arabisch فادي الخطيب; * 1. Januar 1979 in Chehim) ist ein ehemaliger libanesischer Basketballspieler.

## Werdegang
1997 gab El Khatib im Alter von 17 Jahren seinen Einstand in der Herrenmannschaft des Sagesse SC. Mit dem Verein gewann er zwischen 1998 und 2004 siebenmal in Folge die libanesische Meisterschaft. Weitere Erfolge in dieser Zeit war der zweimalige Gewinn der arabischen Vereinsmeisterschaft sowie der dreimalige Gewinn der asiatischen Vereinsmeisterschaft.
2004 wechselte er zu al-Ittihad Aleppo nach Syrien. Spätere Auslandsstationen in El Khatibs Laufbahn waren 2007/08 der ukrainische Verein Tscherkassy Mavpy sowie 2014/15 die Guangzhou Loong Lions und 2015/16 die Fujian Sturgeons, jeweils in der Volksrepublik China.
Mit Sporting Al Riyadi Beirut wurde er 2009 und 2015 sowie mit Homenetmen Beirut 2018 erneut libanesischer Meister.
Das Fachmedium Asia-basket.com zeichnete ihn in den Spielzeiten 2003/04, 2011/12, 2014/15, 2016/17 jeweils als besten Spieler der libanesischen Liga aus.
El Khatib zog sich 2020 als Spieler aus dem Leistungssport zurück. Im November 2022 versuchte er die Rückkehr aufs Spielfeld, was Kniebeschwerden verhinderten. Ende Mai 2023 gab er das endgültige Ende seiner Spielerlaufbahn bekannt.

### Nationalmannschaft
Mit der libanesischen Nationalmannschaft nahm er an den Weltmeisterschaften 2002, 2006 und 2010 teil. Bei den drei Turnieren war El Khatib der beste Korbschütze der Libanesen. Bei der WM 2006 gelang ihm mit der Mannschaft ein geschichtsträchtiger Sieg gegen Frankreich (74:73), zu dem El Khatib 29 Punkte beitrug.
Dreimal stand er mit dem Libanon im Endspiel der Asienmeisterschaft (2001, 2005, 2007), unterlag aber jeweils. Bei der Asienmeisterschaft 2007 stand er mit einem Durchschnitt von 27,3 Punkten je Begegnung auf dem zweiten Platz der Korbjägerliste. 2017 führte El Khatib die Auswahl seines Landes zum Gewinn der West-Asiatischen Meisterschaft und kam im Turnierverlauf auf einen Mittelwert von 22,8 Punkten je Begegnung. Er war Kapitän der Nationalmannschaft. In seinem letzten Länderspiel erzielte er 2017 36 Punkte gegen die Philippinen.